# Ralph Arthur Roberts

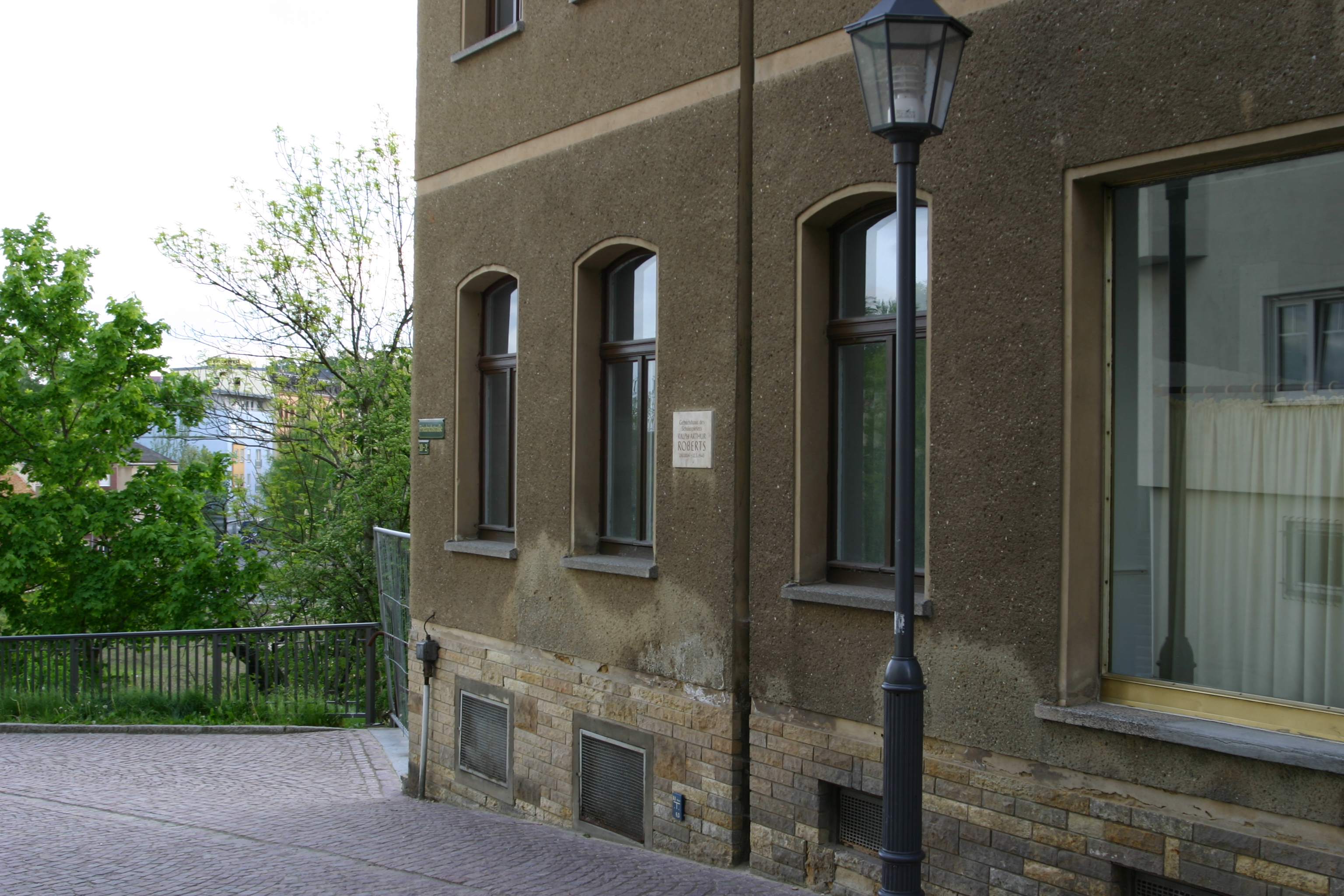
Geburtshaus des Schauspielers Ralph Arthur Roberts

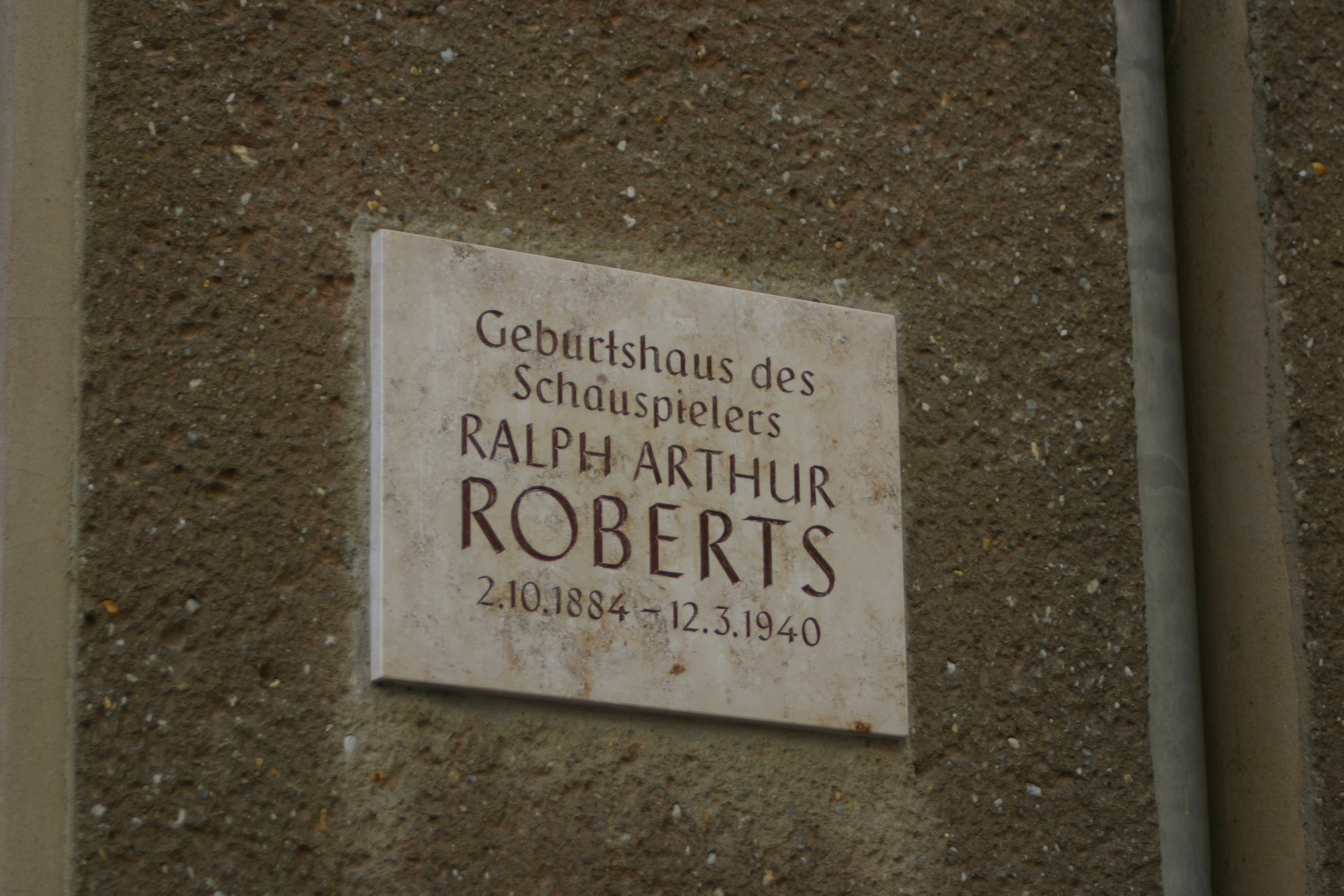
Gedenktafel am Geburtshaus des Schauspielers Ralph Arthur Roberts

Ralph Arthur Roberts (* 2. Oktober 1884 als Robert Arthur Schönherr in Meerane; † 12. März 1940 in Berlin) war als Regisseur, Ideengeber, Drehbuchautor, insbesondere jedoch als Schauspieler in vielen deutschen Spielfilmen tätig. Daneben war er Bühnenschriftsteller und ab 1928 Leiter des Berliner Theaters in der Behrenstraße.

## Leben

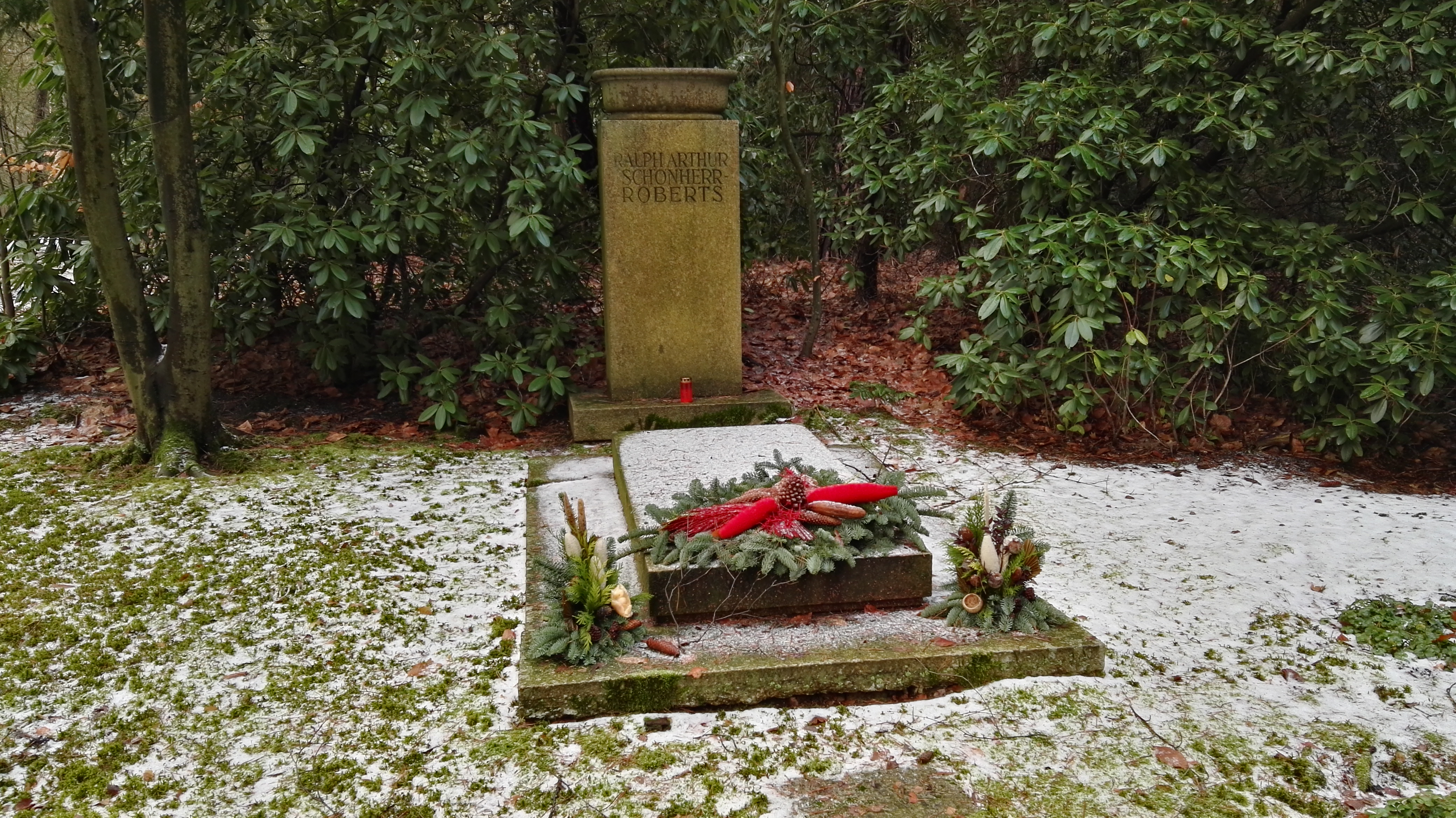
Grabstätte

Der Sohn des Bäckers Carl Robert Schönherr und seiner Ehefrau Berta Elisabeth geb. König wuchs in Dresden auf, besuchte das Neustädter Gymnasium und nahm Schauspielunterricht bei Adolf Winds. 1903 debütierte er am Residenztheater Wiesbaden. Er spielte vorübergehend am Trianon-Theater in Berlin und am Schauspielhaus Breslau. Ab 1907 ist er in Hamburg nachweisbar, wo er 1909 Mitglied des Thalia Theaters wurde.
Nach der Kriegsteilnahme als Offizier spielte er weiter am Thalia Theater, wo er auch Regie führte. 1921 übernahm er die Direktion des Komödienhauses in Berlin, und 1928 eröffnete er sein eigenes Theater in der Behrenstraße. Dort brachte er wiederholt selbstverfasste Stücke zur Uraufführung. Eine ganze Reihe auch international erfolgreicher Lustspiele verfasste er gemeinsam mit seinem Hausautor Leo Lenz.
Zudem übernahm der Mann mit dem Monokel zahlreiche Nebenrollen in Filmen. Meist spielte er Herren von Rang wie Direktoren und Unternehmer. Bekannt sind dabei vor allem seine komischen Züge, die er zum Beispiel als Staatsanwalt in Der Maulkorb und als König Karl X. in Tanz auf dem Vulkan bis zu einem hohen Maß an Selbstironie ausspielen konnte.
Das von ihm komponierte und getextete Walzerlied Auf der Reeperbahn nachts um halb eins wurde vor allem durch den Filmklassiker Große Freiheit Nr. 7 von 1943/44 mit Hans Albers, Ilse Werner, Hans Söhnker, Gustav Knuth u. a. berühmt. Des Weiteren wurde es auch in dem Film Auf der Reeperbahn nachts um halb eins von 1954 mit Hans Albers, Heinz Rühmann, Gustav Knuth u. a. verwendet. Ralph Arthur Roberts komponierte diesen Klassiker bereits 1912 für seine Revue "Bunt ist die Welt".
Er erlag im März 1940 in seiner Wohnung in der Lichtensteinallee 3 am Tiergarten seinem Herzleiden und wurde auf dem Südwestkirchhof Stahnsdorf beigesetzt. Laut Sterbeurkunde war er „gottgläubig“.

## Filmografie (Auswahl)
- 1919: Der Tod und die Liebe
- 1919: Erdgift
- 1922: Der Frauenkönig
- 1923: Buddenbrooks
- 1925: Die Blumenfrau vom Potsdamer Platz
- 1925: Elegantes Pack
- 1926: Die dritte Eskadron
- 1927: Ein schwerer Fall
- 1927: Die Tragödie eines Verlorenen
- 1927: Meine Tante – Deine Tante
- 1927: Ein rheinisches Mädchen beim rheinischen Wein
- 1927: Einbruch
- 1927: Fürst oder Clown
- 1928: Moral
- 1928: Der Biberpelz
- 1928: Heut’ tanzt Mariett
- 1928: Die tolle Komteß
- 1928: Lotte
- 1928: Der Ladenprinz
- 1929: Anschluß um Mitternacht
- 1930: Zweimal Hochzeit
- 1930: Die zärtlichen Verwandten
- 1930: Zwei Krawatten
- 1930: Einbrecher
- 1931: Ihre Majestät die Liebe
- 1931: Der ungetreue Eckehart
- 1931: Der wahre Jakob
- 1931: Jeder fragt nach Erika
- 1931: Keine Feier ohne Meyer
- 1931: Die spanische Fliege
- 1931: Lügen auf Rügen
- 1931: Der schönste Mann im Staate
- 1931: Zu Befehl, Herr Unteroffizier
- 1932: Eine Nacht im Paradies
- 1932: Der Frechdachs
- 1933: Die Unschuld vom Lande
- 1933: Es war einmal ein Musikus
- 1933: Ein Lied für Dich
- 1933: Keine Angst vor Liebe
- 1933: Es gibt nur eine Liebe
- 1934: Ein Mädel mit Tempo / Es tut sich was um Mitternacht
- 1934: Zigeunerblut
- 1934: Abenteuer im Südexpreß
- 1934: Schön ist es, verliebt zu sein
- 1934: Meine Frau, die Schützenkönigin
- 1934: Der Schrecken vom Heidekrug
- 1934: Der kühne Schwimmer
- 1934: Da stimmt was nicht
- 1934: Spiel mit dem Feuer (Regie und Mitwirkung am Drehbuch)
- 1935: Mach’ mich glücklich
- 1936: Engel mit kleinen Fehlern
- 1936: Der verkannte Lebemann
- 1936: Der geheimnisvolle Mr. X
- 1937: Wenn Du eine Schwiegermutter hast
- 1938: Der Maulkorb
- 1938: Tanz auf dem Vulkan
- 1938: Diskretion – Ehrensache
- 1939: Meine Tante – Deine Tante (auch Mitwirkung am Drehbuch)
- 1939: Ehe in Dosen
- 1940: Polterabend
- 1940: Meine Tochter tut das nicht
- 1940: Wie konntest Du, Veronika!
- 1943/44 Große Freiheit Nr. 7 (Walzerlied)
- 1954: Auf der Reeperbahn nachts um halb eins (Liedtexte)